# Toni Leistner
Toni Andreas Leistner (Dresden, 19 augustus 1990) is een Duits voetballer die doorgaans als centrale verdediger speelt. In september 2021 tekende hij een contract bij Sint-Truiden VV. Leistner maakte transfervrij de overstap van Hamburger SV, waar zijn contract op 31 augustus 2021 in onderling overleg werd ontbonden. Na enkele wedstrijden bij STVV te hebben gespeeld werd hij door hoofdcoach en landgenoot Bernd Hollerbach aangewezen als aanvoerder van zijn team.